# The Devil’s Foot
The Devil’s Foot ist ein britischer Stummfilm aus dem Jahr 1921 und eine Adaption der 1910 erschienenen Kriminalgeschichte Der Teufelsfuß von Arthur Conan Doyle.

## Handlung
Sherlock Holmes und Dr. Watson machen Urlaub am Meer. An einem Haus, wo sie nach dem Weg zu ihrer Herberge fragen wollen, sehen sie zwei Männer und eine Frau aufrecht und unbeweglich an einem Tisch sitzen – alle drei sind tot. Das Hausmädchen berichtet, die drei am Morgen so vergefunden zu haben. Watson kann keine Gewalteinwirkung feststellen, aber Holmes findet eine Folie mit einem seltsamen Pulver auf dem Glasschirm einer Lampe. Der hinzukommende Mortimer Tregennis erzählt, dass es sich bei den Toten um seine drei Geschwister Brenda, Owen und George handelt, mit denen er am Abend zuvor Karten gespielt habe. Vor Jahren sei er wegen eines Konflikts um die Aufteilung eines Erbes mit den dreien zerstritten gewesen. Er lebe zwar als Mieter im Haus des Pfarrers und nicht mit seinen Geschwistern zusammen, der Konflikt sei jedoch schon lange beigelegt.
Holmes stellt durch einen Selbstversuch fest, dass es sich bei dem Pulver um ein Gift handelt, und hält Mortimer für den Mörder seiner Geschwister. Als Holmes am nächsten Morgen jedoch mit der Polizei beim Haus des Pfarrers erscheint, um Mortimer festnehmen zu lassen, ist dieser ebenfalls tot. Im Zimmer findet sich auf der Lampe dasselbe Pulver wie bei seinen Geschwistern.
Auf dem Fensterbrett von Mortimers Fenster findet Holmes Kieselsteine, die nicht aus dem Garten des Pfarrhauses stammen können. Er finder heraus, dass sie vom Grundstück von Dr. Sterndale stammen müssen, einem Expeditionsreisenden, der erst vor Kurzem aus Zentralafrika zurückgekehrt war. Holmes konfrontiert Sterndale mit seinem Verdacht, dieser habe Mortimer ermordet. Er gibt den Mord zu und erklärt, wie es dazu kam:
Sterndale war unglücklich in Brenda verliebt. Nach seiner Rückkehr aus Afrika bekam er einmal Besuch von Mortimer und zeigte diesem ein starkes Pflanzengift, das er mitbrachte, und erklärte ihm auch dessen Wirkung. Später stellte er fest, dass Mortimer ihm einen Teil des Giftes gestohlen hatte, und wusste daher, dass Mortimer der Mörder seiner Geschwister ist. Durch die Hitze der Lampe verdampfte das Pulver und setzte ein Gift frei, das von den dreien eingeatmet wurde. Sterndale entschloss sich, den Mord zu rächen: Er zwingt Mortimer mit vorgehaltener Waffe, ein Geständnis zu schreiben, bringt dann das Gift an der Lampe an und verlässt das Zimmer schnell durchs Fenster.
Da Sterndale aus unglücklicher Liebe handelte und einen Dreifach-Mord rächte, hat Holmes Sympathien für ihn. Zudem verspricht Sterndale ihm, für immer nach Aftika zurückzugehen, sollte er nicht verhaftet werden. Und so präsentiert Holmes der Polizei Mortimers Geständnis und stellt dessen Tod als Suizid dar und bewahrt Sterndale damit vor einer Mordanklage.

## Abweichungen von der literarischen Vorlage
- In der Geschichte starb nur Brenda an dem Gift, während ihre Brüder eine Geistesstörung davontrugen.
- Mortimer platziert das Gift nicht auf der Lampe, sondern wirft es ins Kaminfeuer.
- Dr. Sterndale befindet sich zunächst auf einer Schiffsreise und kehrt sofort um, als er vom Pfarrer telegrafisch über den Tod Brendas informiert wird.
- Im Film wird die Bedeutung des Titels nicht erklärt: „Devil’s Foot“ it der Name der Pflanze, aus der das Gift gewonnen wurde.

## Produktion
Der Theaterdirektor Sir Oswald Stoll gründete 1918 seine eigene Filmproduktionsfirma Stoll Picture Productions, die in der Stummfilmzeit zu den erfolgreichsten in Großbritannien gehörte. Er kaufte Arthur Conan Doyle die Filmrechte an den Sherlock-Holmes-Geschichten 1920 ab und drehte zwischen 1921 und 1923 47 Sherlock-Holmes-Stummfilme, davon 45 Kurz- und zwei Langfilme. In allen spielte Eille Norwood in der Hauptrolle. The Devil's Foot war ein Film dieser Reihe und kam in Großbritannien im April 1921 in die Kinos, im Jahr darauf erschien er in den USA. Die erste DVD-Veröffentlichung gab es 2002 in den USA, produziert von Grapevine Video.